# جيم ديفلن (لاعب كرة قاعدة)
جيم ديفلن (بالإنجليزية: Jim Devlin)‏ هو لاعب كرة قاعدة أمريكي، ولد في 6 يونيو 1849 في فيلادلفيا في الولايات المتحدة، وتوفي في 10 أكتوبر 1883 بسبب سل.

## وصلات خارجية
- جيم ديفلن على موقعبيزبول رفرنس.كوم (الدوري الرئيسي) (الإنجليزية)
- جيم ديفلن على موقعبيزبول رفرنس.كوم (الدوري الثانوي) (الإنجليزية)
- جيم ديفلن على موقع مشجعي الرسوم البيانية (الإنجليزية)